# Dizangué
Dizangué est une commune rurale du département de la Sanaga-Maritime dans la région du Littoral au Cameroun. Elle s'étend de l'ouest d'Edéa aux portes de Douala,  entre les fleuves Sanaga au sud et Dibamba au nord.

## Géographie
Le village de Dizangué se situe en rive droite de la Sanaga, à proximité de la route D58 à 18 km au sud-ouest du chef-lieu départemental Edéa.
| Douala III | Dibamba  |        |
| Douala VI  | Dizangué | Edéa 2 |
|            | Mouanko  |        |

## Histoire
Les ressources naturelles de Dizangué sont utilisées dès l'époque de la colonisation allemande du Kamerun en 1887, on y exploite le bois azobé puis la culture de l'hévéa par l'entreprise Kamerun Geselschaft Kaoutchouc. Les plantations industrielles d’hévéa de la Société Africaine Forestière et Agricole du Cameroun (SAFACAM) sont établies à Dizangué depuis 1897. L'arrondissement de Dizangué est créé en 1965 par démembrement de l'arrondissement d'Edéa. La commune de Dizangué est créée en 1977.

Traitement du caoutchouc dans une usine de Dizangué (1965).
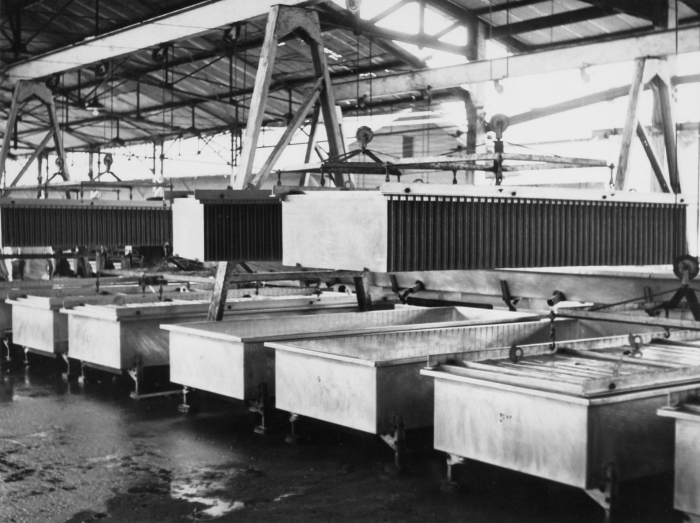
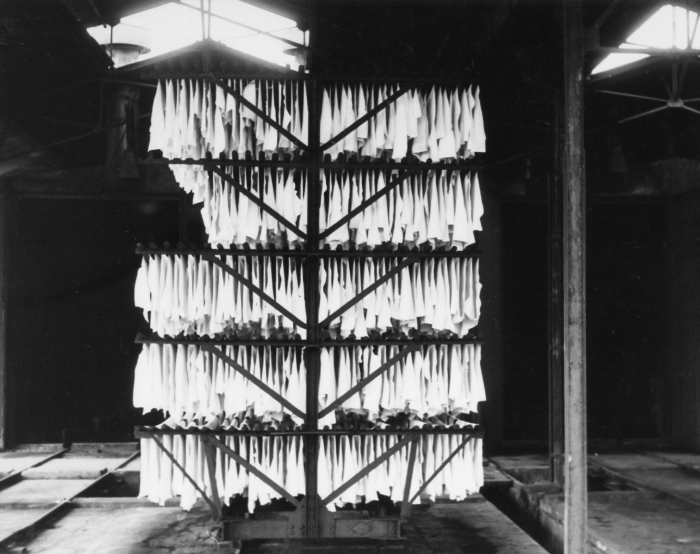
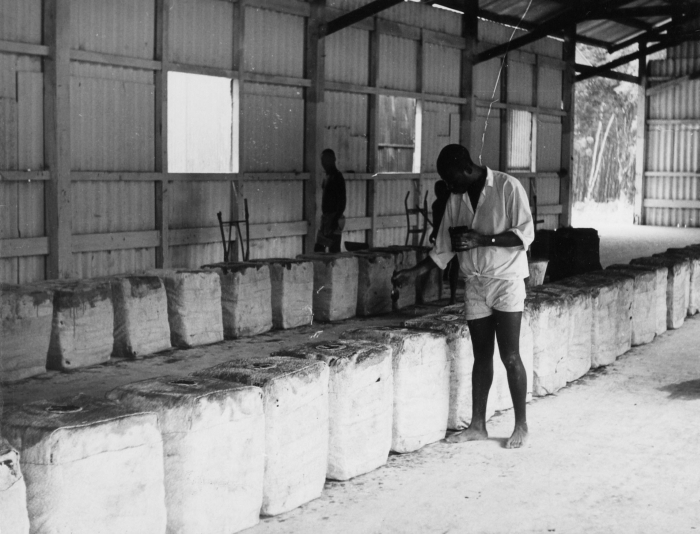
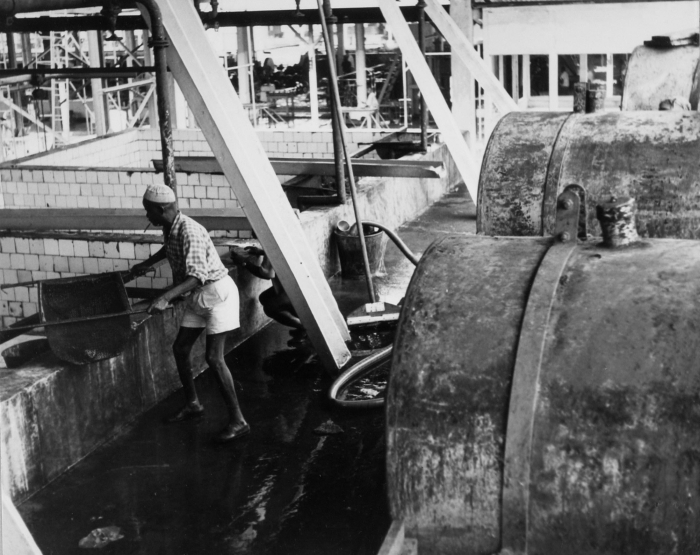

## Population
Lors du recensement de 2005, la commune comptait 17 086 habitants, dont 8 253 pour la ville de Dizangué. La population est constituée de quatre ethnies autochtones : Pongo, Ndonga, Yakalak et Malimba.

## Chefferies traditionnelles

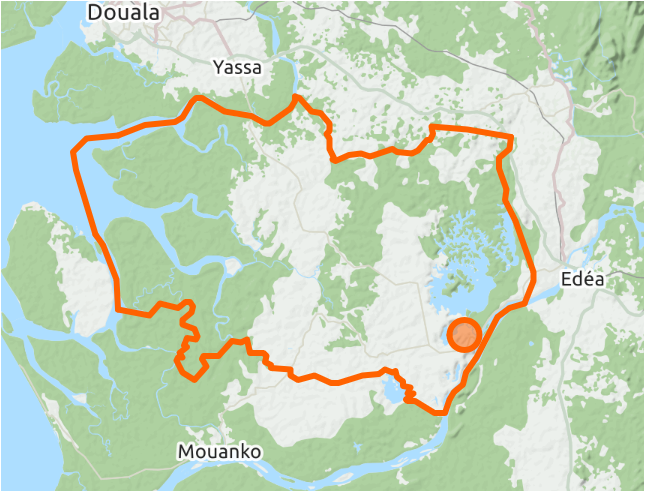
Limites communales

L'arrondissement de Dizangué compte deux chefferies traditionnelles de 2e degré :
- 460 : Canton Yakalag
- 461 : Canton Ndonga

## Villages
Outre le chef-lieu Dizangué, la commune comprend 34 villages dont 30 dirigés par des chefs coutumiers de 3e degré :
- Cie-Douala
- Pitti-Dibamba
- Dikolla
- Holland
- Koungué Lac Ossa
- Koungué Somsé
- Mbanda
- Mbimbe
- Mbalmayo (Dizangué)
- Mbambou
- Mbongo
- Minkaki
- Mévia
- Mouembe Beach
- Ndigle
- Socapalm V1
- Socapalm V2
- Songueland
- Irad (Dizangué)
- Pongo Pitti

## Éducation
L'enseignement secondaire est assuré par cinq établissements :
- le collège d'enseignement secondaire bilingue de Mbambou
- le collège d'enseignement technique et commercial de Mbongo,
- le lycée bilingue de Dizangué,
- le lycée bilingue de Mbongo
- le lycée technique de Dizangué.

## Cultes
Outre les églises chrétiennes (protestants, églises du réveil), l’islam et l’animisme sont présents parmi les populations des diverses ethnies. L'église catholique y dispose de la paroisse Saint Joseph Artisan de Dizangué rattachée à la zone pastorale du lac Ossah du diocèse d'Edéa.

## Environnement

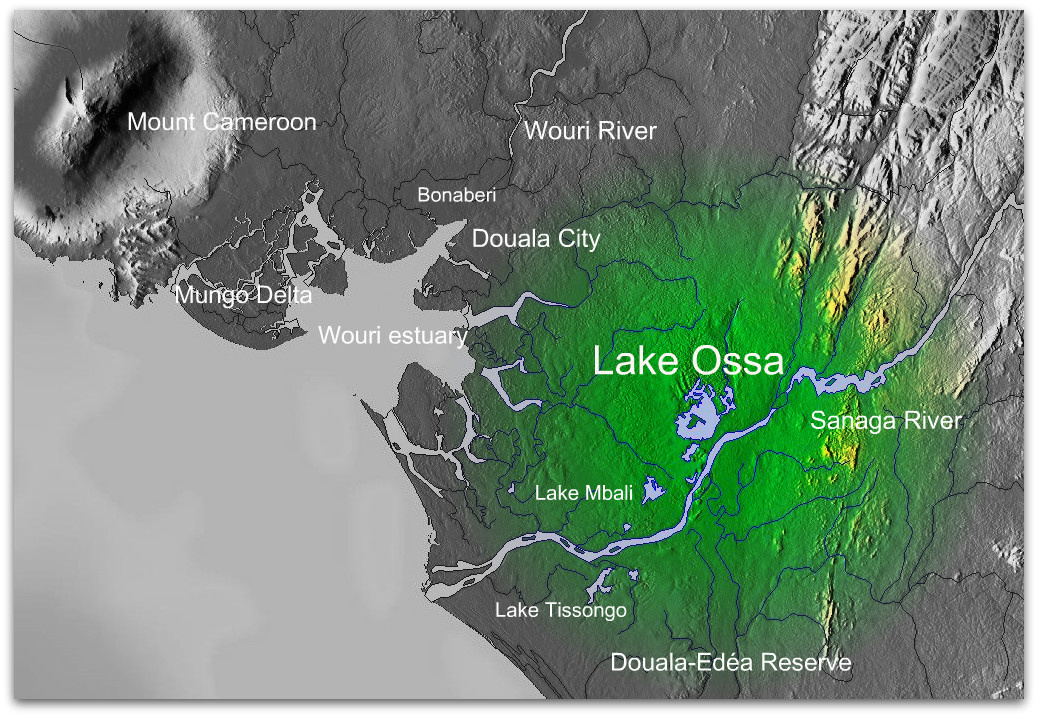
Situation du lac Ossa

Le territoire communal se situe dans l'écorégion des forêts côtières de la Cross, de la Sanaga et de Bioko. La réserve de faune du Lac Ossa  créée en 1968 s'étend sur 4539 ha au nord du village de Dizangué et du fleuve Sanaga.

## Économie
Une partie du territoire communal est dévolu aux vastes plantations d'hévéas et de palmiers à huile des entreprises agro-industrielles Socapalm Mbongo (28 300 ha) et Safacam Dizangué (4 500 ha).

## Transports
La localité dispose d'un terrain d'aviation, Aérodrome de Dizangué (code OACI : FKDZ).

## Personnalités nées à Dizangué
- Thomas Nkono, footballeur international camerounais
- Henri Chamaulte, administrateur de SAFA (Safacam, puis Socapalm)